# Heinrich Nüttgens

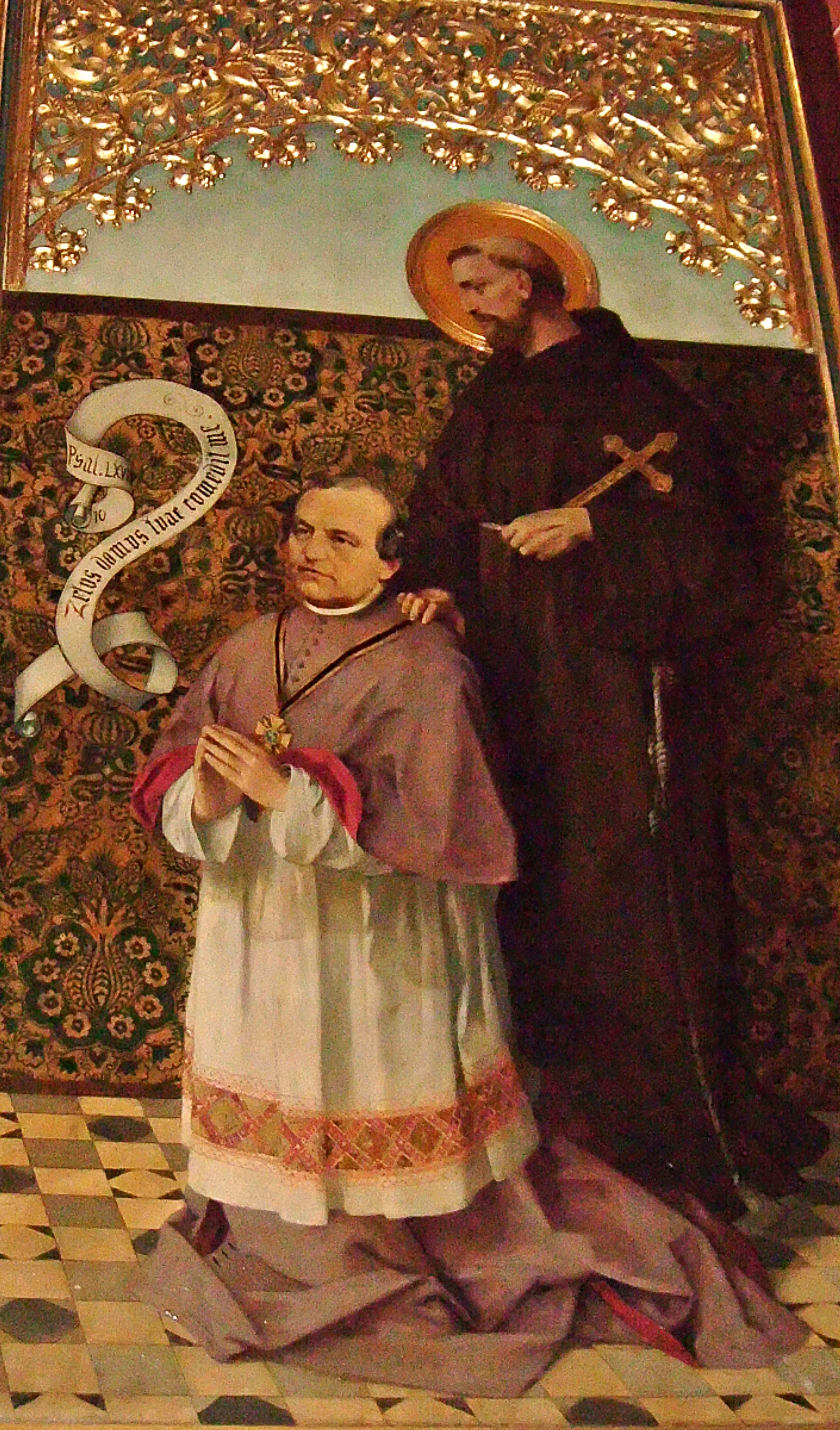
Bildnis von Stadtpfarrer Ernst Franz August Münzenberger auf einem Altarbild im Kaiserdom St. Bartholomäus, Frankfurt

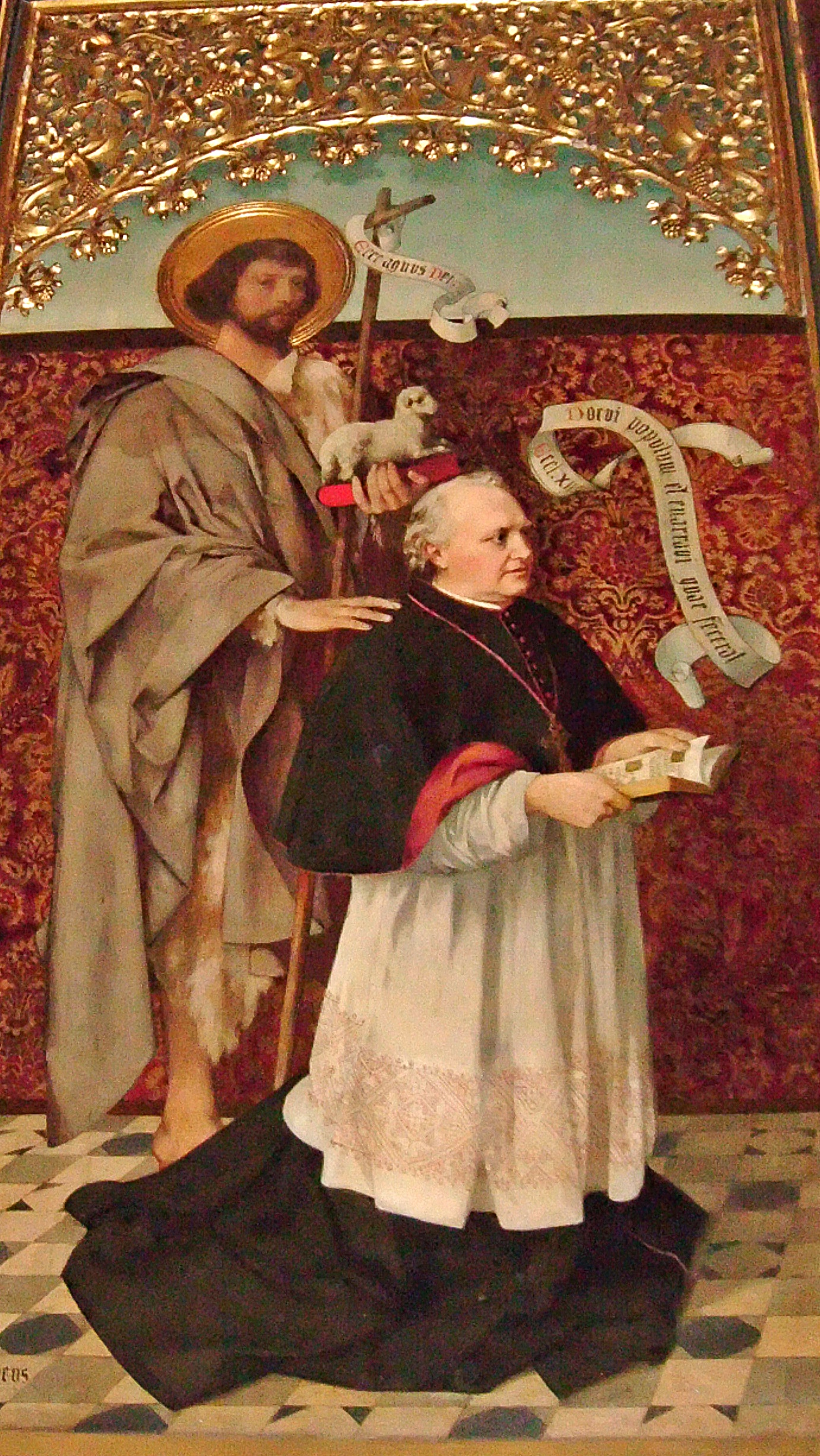
Bildnis des Historikers Johannes Janssen auf einem Altarbild im Kaiserdom St. Bartholomäus, Frankfurt

Heinrich Nüttgens (* 8. April 1866 in Aachen; † 8. November 1951 in Angermund) war ein Historien- und Kirchenmaler der Düsseldorfer Schule.

## Leben
Aufgewachsen „unter dem Eindruck alter und neuer, vornehmlich kirchlicher Kunstdenkmäler“ in Aachen studierte Nüttgens ab 1882 an der Kunstakademie Düsseldorf, wo er Unterricht bei Albert Baur, Heinrich Lauenstein, Hugo Crola, Julius Roeting, Peter Janssen d. Ä., Adolf Schill und Karl Müller erhielt. Eduard von Gebhardt, der ihn seit 1885 unterrichtete, nahm ihn 1890 als Meisterschüler an. Die Düsseldorfer Schule hinterließ beim Katholiken Nüttgens eine nazarenische Prägung. 1894 unternahm er eine Studienreise nach Italien. Mit einer Unterbrechung in den Jahren 1922 bis 1925, in denen Nüttgens mit seinen Söhnen in den Vereinigten Staaten weilte und eine Malschule gründete, lebte er – spätestens seit 1899 – in Angermund bei Düsseldorf.
Nüttgens war hauptsächlich als Kirchenmaler tätig, außer im Bereich Düsseldorf besonders im Raum Frankfurt am Main, Aachen, Chicago sowie im Ruhrgebiet. Er schuf Altar- und Wandbilder, Kreuzwegstationen, Ornamentik und Glasmalereien für rund 40 Kirchen im Rheinland und in Westfalen. In Angermund unterhielt er seit 1896 ein Atelier mit Schülern und Angestellten. 1910 bis 1914 studierte Fritz Burmann bei ihm. Konservative, die zeitgenössischen Strömungen des Impressionismus und Expressionismus ablehnende Kunstauffassungen legte Nüttgens 1918 in der Zeitschrift für christliche Kunst dar. Von 1893 bis 1922 war Nüttgens Mitglied im Düsseldorfer Künstlerverein Malkasten.
Nicht zu verwechseln ist Nüttgens mit seinem Bruder, dem Berliner Kirchenmaler Theodor Nüttgens, ebenfalls ein Kirchenmaler der Düsseldorfer Schule.

## Werke
- In der Kirche, Genrebild, zwischen 1885 und 1896
- Madonna, Staffeleibild, 1896, angekauft durch die Nationalgalerie (Berlin)
- Ehefrau, Porträt, Öl auf Leinwand, 1897[9]
- Altarbild für St. Jakob (Aachen), vor 1902
- Flügelbilder (Donatorenbilder) des St.-Anna-Altars für den Kaiserdom St. Bartholomäus, Frankfurt, nördliches Querschiff, 1898; geschnitztes Rankenwerk am oberen Bildrand von Friedrich Wilhelm Mengelberg[10]
- Grablegung, Öl auf Holz, 1899[11]
- Glasfenster der Kirche St. Michael in Mönchengladbach-Holt, 1900 bis 1903[12]
- Kirchenausmalung St. Anna (Ratingen-Lintorf), 1901, übermalt, wiederhergestellt 1979/1980
- Kreuzweg, 14 Ölbilder, Maxkirche (Düsseldorf), 1903
- Kreuzweg, Ölbilder, St. Agnes (Angermund), um 1900, 1967 durch moderne bronzene Kreuzwegbilder ersetzt, 1996 wieder dort aufgehängt[13]
- Kirchenausmalung der Liebfrauenkirche in Gelsenkirchen-Neustadt, 1903, übermalt, wiederhergestellt 1983/84[14]
- Kirchenausmalung in der Kirche St. Antonius (Barmen), 1908/09[15]
- Kirchenausmalung der Bernarduskirche in Frankfurt am Main, um 1911
- Kirchenausmalung in Groß St. Arnold (Arnoldsweiler), 1911 bis 1922, bis auf ein Porträt 1959 übertüncht[16]
- Glasfenster der St.-Jakobus-Kirche (Südlohn-Oeding), 1911[17]
- Kirchenausmalung für St. Josef (Düsseldorf-Rath), 1920er Jahre, weitgehend zerstört bei einem Luftangriff 1944, erhalten blieb eine Darstellung der vier Erzengel in der Vierung[18]
- St.-Agnes-Kirche im Winter, Öl auf Leinwand, 1945[19]